# A Kínai Köztársaság az 1976. évi téli olimpiai játékokon
A Kínai Köztársaság az ausztriai Innsbruckban megrendezett 1976. évi téli olimpiai játékok egyik részt vevő nemzete volt. Az országot az olimpián 4 sportágban 6 sportoló képviselte, akik érmet nem szereztek.

## Alpesisí
Férfi
| Versenyző     | Versenyszám      | 1. futam      | 1. futam      | 2. futam | 2. futam | Összesítés | Összesítés |
| Versenyző     | Versenyszám      | Idő           | Hely.         | Idő      | Hely.    | Idő        | Helyezés   |
| ------------- | ---------------- | ------------- | ------------- | -------- | -------- | ---------- | ---------- |
| Chen Yun-Ming | Óriás-műlesiklás | 2:39,82       | 83.           | 2:43,46  | 52.      | 5:23,28    | 52.        |
| Chen Yun-Ming | Műlesiklás       | nem ért célba | nem ért célba | kiesett  | kiesett  | kiesett    | kiesett    |

## Biatlon

### 20 km egyéni indításos
A célpont egy külső és egy belső körből állt. A külső körön kívüli találat 2 perc, a külső kör találata 1 perc büntetőidőt jelentett.
| Versenyző     | Eredmény   | Helyezés | Büntetőperc | Végső eredmény | Helyezés |
| ------------- | ---------- | -------- | ----------- | -------------- | -------- |
| Ueng Ming-Yih | 1:32:09,37 | 50.      | 10          | 1:42:09,37     | 50.      |
| Shen Li-Chien | 1:49:32,91 | 51.      | 9           | 1:58:32,91     | 51.      |

## Sífutás
Férfi
| Versenyző       | Versenyszám | Eredmény   | Helyezés |
| --------------- | ----------- | ---------- | -------- |
| Ueng Ming-Yih   | 15 km       | 57:02,75   | 73.      |
| Liang Reng-Guey | 15 km       | 1:06:02,79 | 76.      |
| Shen Li-Chien   | 15 km       | 1:06:45,77 | 77.      |

## Szánkó
| Versenyző                       | Versenyszám | 1. futam | 1. futam | 2. futam | 2. futam | 3. futam | 3. futam | 4. futam | 4. futam | Összesítés | Összesítés |
| Versenyző                       | Versenyszám | Idő      | Hely.    | Idő      | Hely.    | Idő      | Hely.    | Idő      | Hely.    | Idő        | Helyezés   |
| ------------------------------- | ----------- | -------- | -------- | -------- | -------- | -------- | -------- | -------- | -------- | ---------- | ---------- |
| Shieh Wei-Cheng                 | Férfi egyes | 56,256   | 30.      | 56,213   | 36.      | 56,914   | 37.      | 55,817   | 33.      | 3:45,200   | 34.        |
| Huang Liu-Chong                 | Férfi egyes | 55,405   | 26.      | 1:42,821 | 38.      | 1:49,520 | 38.      | 54,900   | 25.      | 5:22,646   | 38.        |
| Shieh Wei-Cheng Huang Liu-Chong | Kettes      | 45,745   | 21.      | 45,633   | 21.      |          |          |          |          | 1:31,378   | 21.        |